# Anodize
Anodize（亞龍大）是1989年成立的香港搖滾樂隊，是九十年代舉足輕重的獨立樂隊，出版過三張專輯，包括1994年與樂隊同名的《Anodize》、1995年的《大車店》、1997年的《Action Figure》，以及在1999年宣佈解散前的迷你專輯《Anodize 4》。在沒有大型唱片公司的支持下，當時能出版多張搖滾唱片，成績斐然。Anodize早年是重金屬及敲擊金屬樂隊，在90年代初受美國油漬搖滾及另類搖滾音樂影響，音樂風格漸趨旋律化，先後在1989年及1991年《嘉士伯流行音樂節》樂隊比賽中奪得季軍和冠軍。主要成員有主音亞華（孫國華）、吉他手亞其（黃貫其）和Gary（鄭華勝）、低音結他手Jimmy（麥文威）及鼓手Davy（陳匡榮）。除亞其外，其餘四名成員均加入轟動香港樂壇一時的Hip Hop團體LMF。

## 名稱
Anodize字面上解作「金屬化、電鍍的過程」，正好配合樂隊原先走重金屬的音樂風格。根據記憶力極佳的成員Jimmy所描述，樂隊在1989年還未有正式樂隊名稱時，另一成員Davy在字典中發現「Anodized」一字，樂隊其後把最後的「d」刪去，產生「Anodize」。同年以此名參加band壇盛會《嘉士伯流行音樂節》獲得季軍。樂隊擔心聽眾不懂得如何發音「Anodize」，主音亞華在推出第一張專輯推出時，敲定樂隊的中文名稱為「亞龍大」。

## 成員

### 主要成員
- 孫國華（亞華、華哥）（主音）（現為舞台道具製作人、LMF唱說歌手、前ZION成員）
- 黃貫其（亞其、KK）（吉他手）（為著名樂隊Beyond結他手黃貫中胞弟、前ZION成員、樂隊The Postman結他手）
- 鄭華勝（Gary）（吉他手）
- 麥文威（Jimmy、老占）（低音結他手）（曾任已故Beyond主音黃家駒在巡迴演唱會中的貼身樂器管理員、黃貫中的伴奏樂隊「汗」低音結他手、樂隊The Postman和Cooper低音結他手、LMF低音結他手、油麻地花式單車舖DJ BMX Workshop創辦人）
- 陳匡榮（Davy、大飛）（鼓手）（著名音樂製作人及A.ROOM監製，曾任已故香港歌影壇巨星張國榮世界巡迴演唱會的鼓手、為多名主流歌手作曲，如由林憶蓮主唱的《至少還有你》、LMF結他手、尖沙咀野武士燒酎吧創辦人）

### 其他
- Ben HUI（前主音），逝於 2023年9月20日。
- Soni Yasaratne（前結他手）後來在1990年加入樂隊Azylum，後來創立現已關閉的Trinity Records，現為唱片店Infree Records的主理人。

## 資料資料
1. ↑  . 香港01. 2017-04-17  [2020-03-11]. （原始内容存档于2018-05-20）.

- 周國賢的 9+1：Radiohead「用音樂來畫畫」最令我震撼
- 在地香港的重搖滾音樂勢力：秋紅樂團主唱Jan Lo 專訪（页面存档备份，存于）